# 利斯納波利亞納 (馬爾基夫卡區)
49°31′24″N 39°28′5″E / 49.52333°N 39.46806°E
利斯納-波利亞納（烏克蘭語：Лісна Поляна）是位於烏克蘭東部的村莊，由盧甘斯克州舊比利斯克區的馬爾基夫卡市鎮負責管轄。該村始建於1950年，面積0.77平方公里，海拔高度191米，2001年人口649，人口密度每平方公里839.6人。